# Поремби (гміна Белхатув)
Поремби (пол. Poręby) — село в Польщі, у гміні Белхатув Белхатовського повіту Лодзинського воєводства.
Населення — 336 осіб (2011).
У 1975-1998 роках село належало до Пйотрковського воєводства.

## Демографія
Демографічна структура станом на 31 березня 2011 року:
|          | Загалом | Допрацездатний вік | Працездатний вік | Постпрацездатний вік |
| -------- | ------- | ------------------ | ---------------- | -------------------- |
| Чоловіки | 175     | 39                 | 128              | 8                    |
| Жінки    | 161     | 33                 | 106              | 22                   |
| Разом    | 336     | 72                 | 234              | 30                   |